# سيفاليون
سيفاليون (بالإنجليزية: Syvalion)‏ ، هي لعبة فيديو إلكترونية من نوع إطلاق النيران وخيال علمي، أنتجت سنة 1988م وصدرت في الأسواق المحلية اليابانية.

## مصدر
1. ↑  "Syvalion- Videogame by Taito". The International Arcade Museum. مؤرشف من الأصل في 2019-05-22. اطلع عليه بتاريخ 2012-12-27.

## وصلات خارجية
- Syvalion at KLOV
- Syvalion at Arcade History
- Syvalion at GameFAQs (SNES version)